# Panel de l'industrie et du commerce
Le panel de l'industrie et du commerce (anglais : Industrial and Commercial Panel, irlandais : An Rolla Tionscail Agus Tráchtála) est l'un des cinq panels professionnels utilisés pour élire les membres du Seanad Éireann, la chambre haute du parlement (Oireachtas) de l’Irlande. Ces cinq panels élisent 43 des 60 membres du Seanad Éireann. Le panel de l'industrie et du commerce est composé de neuf sénateurs, dont au moins trois parmi les candidats des membres de l'Oireachtas et au moins trois autres parmi les candidats des organismes de nomination.

## Sénateurs
Note : Les colonnes de ce tableau sont utilisées uniquement à des fins de présentation. Aucune importance ne doit être attachée à l'ordre des colonnes.

## Liste des organismes de nomination
- Association of Advertisers in Ireland
- Association of Patent and Trade Mark Attorneys (Cumann Aturnaethe Paitinní agus Trádmharcanna)
- Chambers of Commerce of Ireland
- Chartered Institute of Logistics & Transport in Ireland
- Construction Industry Federation
- Credit Union Development Association Co-operative Society
- Electrical Industries Federation of Ireland
- Freight Transport Association Ireland
- Hardware Association Ireland
- Independent Broadcasters of Ireland
- Institute of Advertising Practitioners in Ireland
- Institute of Bankers in Ireland
- Institute of Certified Public Accountants in Ireland
- Institute of Chartered Accountants in Ireland
- Institution of Engineers of Ireland
- Institute of Industrial Engineers
- Institute of Management Consultants and Advisers
- Institute of Professional Auctioneers & Valuers
- Insurance Institute of Ireland
- Insurance Ireland
- Irish Business and Employers Confederation
- Irish Computer Society
- Irish Country Houses and Restaurants Association
- Irish Exporters Association
- Irish Hospitality Institute
- Irish Hotels Federation
- Irish Internet Association Limited
- Irish Planning Institute
- Irish Postmasters' Union
- Irish Road Haulage Association
- Irish Tourist Industry confederation
- Irish Small and Medium Enterprise Association (ISME)
- Licensed Vintners' Association
- Marketing Institute of Ireland
- Marketing Society Limited
- National Housebuilding Guarantee Company Limited
- National Off-Licence Association
- Nursing Homes Ireland
- Restaurants Association of Ireland
- Retail Excellence
- Retail, Grocery, Dairy and Allied Trades Association (RGDATA)
- Royal Institute of the Architects of Ireland
- Society of Chartered Surveyors Ireland
- Society of the Irish Motor Industry
- Vintners' Federation of Ireland
- Wholesale Produce Ireland

### Sources
- (en) Cet article est partiellement ou en totalité issu de l’article de Wikipédia en anglais intitulé « Industrial and Commercial Panel » (voir la liste des auteurs).
- Site web du Seanad Éireann, le sénat irlandais